# 무국가 사회

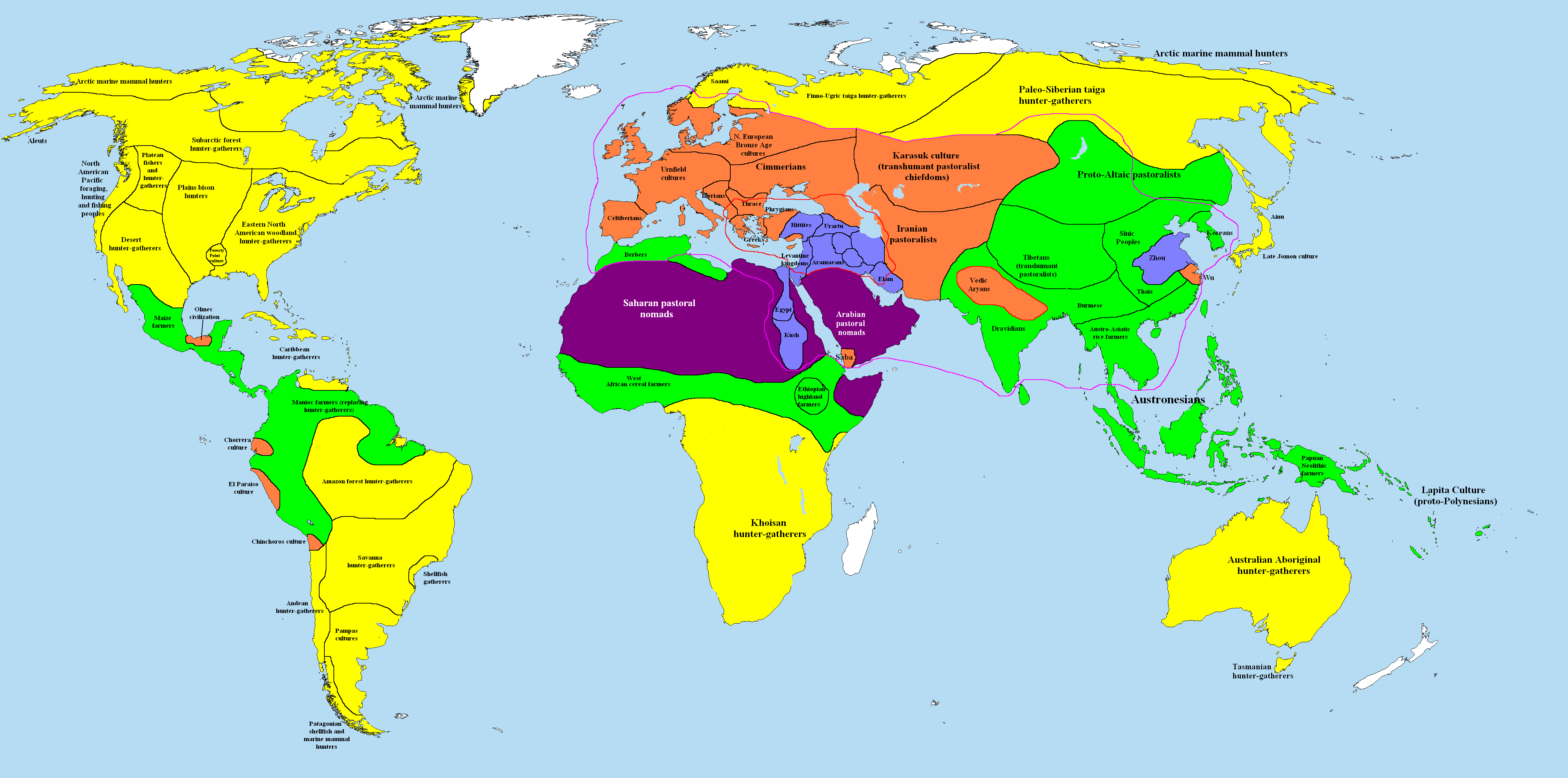
기원전 1000년 세계 지도. 사회 유형별로 색깔이 구분되어 있다. 이 시기에는 세계 대부분이 아직 복잡한 정부를 발전시키지 못했다.
수렵채집사회
유목
단순 농업 사회
복합 농업 사회/군장국가
국가 사회
무인
철기 제작 지역, c. 기원전 1000년
청동기 제작 지역, c. 기원전 1000년

무국가 사회(Stateless society) 또는 국가 없는 사회는 국가에 의해 통치되지 않는 사회이다. 무국가 사회에서는 권위의 집중이 거의 없다. 존재하는 대부분의 권위직은 권력이 매우 제한적이며, 일반적으로 영구적인 직위가 아니며, 미리 정의된 규칙을 통해 분쟁을 해결하는 사회 단체는 작은 경향이 있다. 다양한 무국가 사회는 매우 다양한 경제 시스템과 문화적 관행을 특징으로 한다.
무국가 사회는 인류 선사 시대의 일반적인 모습이었지만, 오늘날에는 거의 존재하지 않는다. 거의 전 세계 인구가 주권국의 관할권 내에 거주하고 있으며, 일부 지역에서는 명목상의 국가 당국이 매우 약하거나 실질적인 권력이 거의 없을 수도 있다.
역사적으로 대부분의 무국가 민족은 외부 국가 기반 사회로 통합되었다.
일부 정치 철학, 특히 아나키즘은 국가를 바람직하지 않은 제도로 간주하고 무국가 사회를 이상으로 여기는 반면, 마르크스주의는 후기 자본주의 사회에서 국가가 불필요해져 사멸할 것이라고 본다.

## 선사 시대 사람들
고고학, 문화인류학 및 역사에서 무국가 사회는 부족, 씨족, 수렵채집사회 또는 군장국가와 같이 국가가 없는 덜 복잡한 인간 공동체를 의미한다. 사용되는 "복잡성"의 주요 기준은 분업이 어느 정도 이루어져 많은 사람들이 특정 형태의 생산이나 기타 활동에 영구적으로 전문화되어 관습과 법률에 의해 규정되는 무역 또는 정교한 상호 의무를 통해 다른 사람들에게 재화와 서비스를 의존하는지 여부이다. 추가 기준은 인구 규모이다. 인구가 많을수록 고려해야 할 관계가 많아진다.
가장 초기의 도시국가에 대한 증거는 고대 메소포타미아에서 3700 BCE년경에 발견되었는데, 이는 국가의 역사가 6,000년 미만임을 시사한다. 따라서 인류 선사 시대의 대부분 동안 국가는 존재하지 않았다.
인류 역사의 99.8% 동안 사람들은 자율적인 무리와 마을에서만 살았다. 구석기 시대 초기에 이러한 자율적인 정치 단위의 수는 적었을 것이지만, 기원전 1000년에는 약 60만 개로 증가했다. 그 후 마을을 초월한 집합이 본격적으로 시작되었고, 불과 3천년 만에 세계의 자율적인 정치 단위는 60만 개에서 157개로 줄어들었다.
 — 로버트 L. 카네이로, 1978 
일반적으로 고고학적 증거는 국가가 무국가 공동체에서 출현한 것은 상당히 많은 인구(최소 수만 명)가 특정 영토에 대체로 정착하여 농업을 했을 때뿐임을 시사한다. 실제로 국가의 전형적인 기능 중 하나는 영토 방어이다. 그럼에도 불구하고 예외는 있다: 예를 들어 로렌스 크레이더는 유목민 또는 반유목민 목축업자들의 씨족 연맹들 사이에서 발생한 정치적 권위인 타타르 국가의 사례를 설명한다.
특징적으로 국가 공무원(왕조, 병사, 서기, 하인, 행정관, 변호사, 세금 징수원, 종교 당국 등)은 주로 자급자족하지 않고, 나머지 노동 인구가 기여하는 세금과 공물로 물질적으로 지원되고 재정적으로 운영된다. 이는 최소한 영구적인 잉여 생산물(주로 식량)을 생산할 수 있는 충분한 1인당 노동 생산성 수준을 가정하며, 이는 국가 당국이 국가 공무원의 활동을 유지하기 위해 전유하는 것이다. 이러한 영구적인 잉여는 일반적으로 작은 부족 또는 씨족 사회에서 상당한 규모로 생산되지 않았다.
고고학자 그레고리 포셀은 인더스강 지역에서 약 2,500 BCE년부터 1,900 BCE년까지 번성했던 비교적 정교하고 도시화된 하라파 문명이 중앙집권적 국가 장치와 같은 것을 특징으로 했다는 증거가 없다고 주장했다. 궁전, 사원, 통치하는 군주 또는 왕실 무덤, 기록을 보관하는 중앙집권적 행정 관료, 또는 국가 종교에 대한 지역적 발굴 증거는 아직 발견되지 않았는데, 이 모든 것은 다른 곳에서는 일반적으로 국가 장치의 존재와 관련이 있다. 그러나 더 최근의 문헌에서는 하라파 도시들이 공공 의식 장소와 의례 복합체로 해석되는 넓은 공간을 중심으로 했기 때문에 덜 눈에 띄는 형태의 중앙집권이 있었을 수 있다고 제안함에 따라 그 견해에 동의하는 최근 학술적 합의는 없다. 또한, 최근 인더스 문자와 하라파 인장에 대한 해석은 다소 중앙집권적인 경제 기록 관리 시스템이 있었음을 나타낸다. 하라파 문명의 문자 체계가 해독되지 않은 상태이므로 지금으로서는 판단이 불가능하다. 한 연구는 다음과 같이 요약했다: "많은 유적지가
인더스 문명에 속하지만, 그것이 하나의 국가였는지, 여러 왕국이었는지, 아니면 무국가 연방이었는지는 아직 해결되지 않았다. 이 초기 문명에 대한 서면 문서가 너무 적게 보존되어 이러한 질문과 다른 질문들이 결코 답변될 것 같지 않다."

발견된 석기 시대의 가장 초기 대규모 인간 정착지인 차탈회위크와 예리코에서는 국가 권위의 존재에 대한 증거가 발견되지 않았다. 농업 공동체인 차탈회위크 정착지(기원전 7,300년 ~  기원전 6,200c.년)는 약 13 헥타르(32 에이커)에 걸쳐 있었고, 아마도 5,000명에서 10,000명의 주민이 있었을 것이다.
현대의 국가 기반 사회는 정착지가 확장되면서 무국가 원주민을 정기적으로 밀어내거나, 해당 인구를 국가 구조의 통제하에 두려고 시도했다. 이는 특히 유럽 식민지 시대의 아프리카 대륙에서 두드러졌는데, 유럽인들이 도착하기 전 무국가 상태였던 사회를 통치하는 최선의 방법에 대해 식민지 개척자들 사이에 많은 혼란이 있었다. 유럽인들에게는 처음에는 혼란스러워 보였던 부족 사회는 종종 소유한 소와 경작지, 부계 혈통 구조, 갈등에서의 성공으로 얻은 명예 등 여러 정의되지 않은 문화적 요인에 기반한 잘 조직된 사회 구조를 가지고 있었다.
미접촉부족은 선사 시대 무국가 사회의 잔재로 간주될 수 있다. 다양한 정도로, 이들은 자신의 영토에 대해 명목상의 권위를 가진 국가를 알지 못하거나 영향을 받지 않을 수 있다.

## 정치적 이상으로서
일부 정치 철학은 국가를 바람직하지 않은 제도로 간주하며, 따라서 무국가 사회의 형성을 옹호한다.
아나키즘의 핵심 원리는 국가 없는 사회의 옹호이다. 구상되는 사회 유형은 극단적인 개인주의에서 완전한 집산주의에 이르기까지 다양한 아나키즘 학파에 따라 크게 다르다. 아나르코자본주의는 국가에 반대하지만 사적 기관을 지지한다.
마르크스주의에서 프리드리히 엥겔스와 블라디미르 레닌이 상세히 설명한 마르크스의 국가론은 후기 자본주의 사회에서 국가라는 바람직하지 않은 제도가 불필요해져 사멸할 것이라고 본다. 관련 개념은 무국가 공산주의인데, 때때로 마르크스가 예상한 후기 자본주의 사회를 설명하는 데 사용되는 표현이다.

## 사회 및 경제 조직
인류학자들은 사회 계층이 모든 사회의 표준이 아니라는 것을 발견했다. 존 가우디는 "시장 사회 구성원들이 보편적이라고 믿는 인간 행동에 대한 가정, 즉 인간은 본래 경쟁적이고 탐욕적이며 사회 계층화가 자연스럽다는 것은 많은 수렵채집 민족에게는 적용되지 않는다"고 썼다.
무국가 농업 사회의 경제는 공동체 수준에서 생계농업을 집중하고 조직하는 경향이 있으며, 특정 작물을 전문화하기보다는 생산을 다양화하는 경향이 있다.
많은 무국가 사회에서 가족이나 개인 간의 갈등은 공동체에 호소하여 해결된다. 분쟁의 각 당사자는 자신의 우려를 표명하고, 종종 마을의 장로들을 통해 의지를 표명하는 공동체는 상황에 대한 판단에 도달한다. 이러한 공동체 결정을 강제할 법적 또는 강압적 권한이 없더라도, 사람들은 공동체로부터 존경받고자 하는 욕구 때문에 이를 준수하는 경향이 있다.

## 같이 보기
- 반국가주의
- 무국가 사회 목록
- 자연상태

## 더 읽어보기
- Fry, Douglas P. (2007). 《Beyond War: The Human Potential for Peace》. Oxford University Press.
- Graeber, David (2004). 《Fragments of an Anarchist Anthropology》. Prickly Paradigm Press.
- Ingold, Tim (1999). 〈On the Social Relations of the Hunter-Gatherer Band〉.   Lee, Richard B.; Daly, Richard Heywood. 《The Cambridge Encyclopedia of Hunters and Gatherers》. Cambridge University Press. 399–408쪽. ISBN 978-0-521-57109-8 – Google Books 경유.
- Sahlins, Marshall (1972). 《Stone Age Economics》. Transaction Publishers. ISBN 978-0-202-01099-1 – Google Books 경유.
- Scott, James C. (2009). 《The Art of Not Being Governed: An Anarchist History of Upland Southeast Asia》. Yale University Press. ISBN 978-0-300-15228-9.